# Thomas Garvin
Thomas Christopher Garvin (* 7. Juli 1943 in Dublin; † 17. Oktober 2024 in Dublin) war ein irischer Politikwissenschaftler und Hochschullehrer.

## Leben und Wirken
Thomas Garvin studierte Geschichte und Politikwissenschaft an University College Dublin. 1966 erwarb er den Magistergrad. Zunächst verbrachte er ein Jahr am Institute of Public Administration in Dublin und arbeitete dann zunächst in der öffentlichen Verwaltung, d. h. im Finanzministerium. Seit 1967 arbeitete er als wissenschaftlicher Mitarbeiter am Department of Ethics and Politics des University College Dublin (UCD). Im Blick auf eine zukünftige akademische Karriere promovierte er zum Ph.D. 1974 an der University of Georgia, wo er sich von 1966 bis 1968 als wissenschaftlicher Assistent aufhielt. Im Jahre 1991 erhielt er eine Professur am UCD, die er bis zum Eintritt in den Ruhestand 2008 innehatte.
Im Jahre 2003 wurde Garvin Mitglied der Royal Irish Academy.
In seinen Veröffentlichungen beschäftigte sich Garvin mit der Geschichte der Republik Irland im 20. Jahrhundert und mit dessen politischem System. Als Autorenname in seinen Büchern verwendete er meist die Kurzform „Tom Garvin“.

## Veröffentlichungen (Auswahl)
- The Irish Senate. Institute of Public Administration, Dublin 1969.
- A law of the poor. A study of home assistance in Ireland. Institute of Public Administration, Dublin 1970.
- The evolution of Irish nationalist politics. Gill and Macmillan, Dublin 1981, ISBN 0-7171-1105-9.
- Nationalist revolutionaries in Ireland, 1858-1928. Clarendon Press, Oxford 1988, ISBN 0-19-820134-6.
- 1922. The birth of Irish democracy. Gill & Macmillan, Dublin 1996, ISBN 0-7171-2439-8.
- (Hrsg.): Dissecting Irish politics. Essays in honour of Brian Farrell. University College Dublin Press, Dublin 2004, ISBN 1-904558-12-7.
- Preventing the future. Why Ireland was so poor for so long. Gill & Macmillan, Dublin 2005, ISBN 0-7171-3970-0.
- (Mithrsg.): Gustave Beaumont / Ireland. Social, political and religious. Belknap, Cambridge, Mass./London 2006, ISBN 0-674-02165-7.
- Judging Lemass. The measure of the man. Royal Irish Academy, Dublin 2009, ISBN 978-1-904890-57-7.
- News from a New Republic. Ireland in the 1950s. Gill Books, London 2011, ISBN 978-0-7171-5058-8.
- (mit Brian Fanning): The books that define Ireland. Merrion, Kildare 2014, ISBN 978-1-908928-52-8.
- The lives of Daniel Binchy. Irish scholar, diplomat, public intellectual. Irish Academic Press, Sallins, Co. Kildare 2016, ISBN 1-911024-22-1.